# Habenaria coultousii
Habenaria coultousii är en orkidéart som beskrevs av Gloria Barretto. Habenaria coultousii ingår i släktet Habenaria och familjen orkidéer. Inga underarter finns listade i Catalogue of Life.